# Hey! Bep-pin
『Hey! Bep-pin』（ヘイ!ベッピン）は、シブがき隊が1983年8月8日にリリースした6枚目のシングル。

## 解説
北村一輝は、カラオケで振付をしながらシブがき隊の曲を歌うことが多く、特に本曲は十八番である。

## 収録曲
1. Hey! Bep-pin
作詞：森雪之丞
作曲・編曲：後藤次利
2. ホントにホンネでホンキさ
作詞：三浦徳子
作曲・編曲：水谷公生